# WHO-Regionalbüro Südostasien
Das WHO-Regionalbüro für Südostasien (englisch: WHO Regional Office for South-East Asia, Abkürzung: WHO/SEARO) ist eines von insgesamt sechs Regionalbüros in der Weltgesundheitsorganisation. Es arbeitet für die Region Südostasien der WHO (englisch: WHO South-East Asia Region) und deren 11 Mitgliedstaaten.

## Geschichte
Die Region Südostasien der WHO wurde im Jahr 1948 gegründet. Erste Mitgliedsstaaten waren Afghanistan, Burma, Ceylon (Sri Lanka), Indien and Siam (Thailand).

## Mitgliedsstaaten

Die sechs Verwaltungsregionen der WHO (Grün: WHO/South-East-Asia Region)

Der WHO-Region Süd-Ost Asien sind die folgenden Staaten zugeordnet:
- Bangladesch
- Bhutan
- Nordkorea (Demokratische Volksrepublik Korea)
- Indien
- Indonesien
- Malediven
- Myanmar
- Nepal
- Sri Lanka
- Thailand
- Osttimor (Timor-Leste)

## Standorte
Das Regionalbüro hat seinen Hauptsitz in Neu-Delhi, Indien. Außerdem existieren Regionalbüros in allen Mitgliedsstaaten.

## Arbeitsprogramm und Initiativen
Das WHO-Regionalbüro für Südostasien hat im 2024 im Rahmen seines Arbeitsplans für den Zeitraum 2025 bis 2029 folgenden prioritären Bereiche identifiziert: 
- Aktivitäten zum Umgang mit der Infodemiologie
- Förderung von gemeindezentriertem Engagement und Resilienz
- Förderung von gemeindezentrierten Ansätzen für Gesundheitsnotfälle und Katastrophenrisikomanagement.

## Veröffentlichungen

### WHO South-East Asia Journal of Public Health
Das WHO South-East Asia Journal of Public Health (WHO-SEAJPH) ist eine halbjährlich erscheinende, frei zugängliche, internationale, von Experten begutachtete Zeitschrift, die vom WHO-Regionalbüro für Süd-Ost Asien herausgegeben wird.

## Regionaldirektoren
| Nr | Name                          | Land        | Amtszeiten  |
| -- | ----------------------------- | ----------- | ----------- |
| 1  | Chandra Mani                  | Indien      | 1948 – 1968 |
| 2  | Victor Thomas Herat Gunaratme | Sri Lanka   | 1968 – 1981 |
| 3  | U Ko Ko                       | Myanmar     | 1981 – 1994 |
| 4  | Uton Muchtar Rafei            | Indonesien  | 1994 – 2004 |
| 5  | Samlee Plianbangchang         | Thailand    | 2004 – 2014 |
| 6  | Poonam Khetrapal Singh        | Indien      | 2014 – 2024 |
| 7  | Saima Wazed*                  | Bangladesch | 2024 –      |

*) geschäftsführend